# Мавр Боргезе
Мавр Боргезе чи просто «Мавр» (італ. Moro) — поліхромна кам'яна статуя з колекції Лувру.

## Історія та опис
Статуя заввишки 188 см, що зображує мавра, була створена в Римі на початку XVII століття на замовлення кардинала-небожа Сципіона (Шипіоне) Боргезе (звідки її назва) скульптором з Лотарингії Ніколою Кордьє.
Вона входила в серію замовлених кардиналом Боргезе поліхромних статуй, що являли собою своєрідні «конструктори», в яких античні фрагменти, що збереглися, доповнювалися алебастровими, мармуровими, а іноді і бронзовими вставками. До цієї серії належали дві статуї Діани, обидві з яких отримали прізвисько Сінгарелла, одна з яких сьогодні зберігається в галереї Боргезе в Римі, тоді як друга — у Луврі; та деякі інші.
У скульптурі «Мавр» голова та верхня частина торса відносяться до античного оригіналу, тоді як решта є доповненнями Кордьє.
У 1807 році князь Камілло Боргезе, який був одружений з сестрою Наполеона Поліною, продав останньому значну частину своєї колекції, яка надалі увійшла до зборів Лувру (Колекція Боргезе).
З того часу статуя зберігаться в Луврі і доступна для огляду в постійній експозиції.